# Brunch

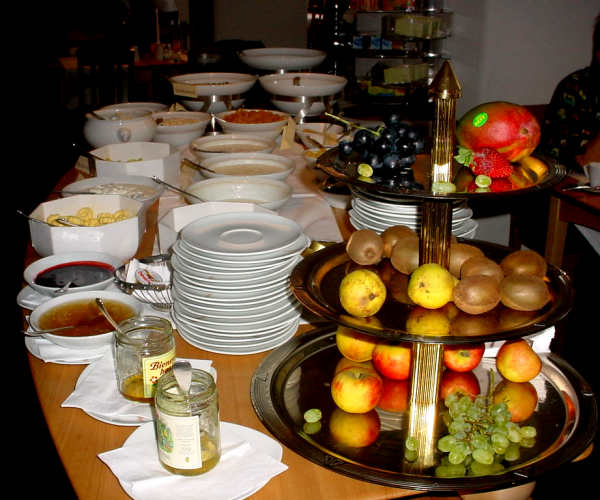
Brunch preparat per servir-se.

El brunch (un neologisme a partir de la unió de breakfast (esmorzar) i lunch (dinar)) consisteix en un àpat realitzat al matí entre l'esmorzar i el dinar. Se serveix per regla general en un període que va des de les 11 a les 13 hores. És un àpat típic dels països anglosaxons, que als Estats Units va ser introduït pels britànics el 1896. Avui en dia es pot emprar la paraula per definir un dinar a darrera hora del matí.

## Composició
Alguns restaurants i hotels serveixen un esmorzar-dinar, especialment els diumenges i dies festius durant les hores que van des de les 11 del matí fins a les 4 de la tarda. Aquests brunchs consisteixen en un bufet exposat com a auto-servei, generalment. Els aliments servits solen ser els mateixos que en un esmorzar habitual, com ara els ous estrellats, salsitxes, cansalada, pernil, fruita i pastes. No obstant això, pot incloure qualsevol altre menjar servit en un dinar. Els bufets poden tenir grans porcions de carn rostida o fumada, aus, mariscs, salmó fumat, amanides, sopes, verdura, etc..., tot això acompanyat de diferents pans torrats i artesanals.